# Archidiocèse de Berlin
L'archidiocèse de Berlin (en latin : Archidioecesis Berolinensis ; en allemand : Erzbistum Berlin) est une des églises particulières de l'Église catholique en Allemagne. Érigé en 1930, le diocèse de Berlin est élevé, en 1994, au rang archidiocèse métropolitain.
La cathédrale de l'archidiocèse est la cathédrale Sainte-Edwige de Berlin. Mgr Heiner Koch est archevêque de Berlin depuis septembre 2015. Il était auparavant évêque de Dresde.

## Histoire
Le diocèse de Berlin est érigé le 13 août 1930 par la constitution apostolique Pastoralis officii nostri du pape Pie XI, comprenant des territoires des anciens diocèses de Brandebourg, Cammin, Havelberg (de), Lebus et Roskilde (Rügen). Il fait alors partie de la nouvelle province ecclésiastique d'Allemagne orientale (allemand : Ostdeutsche Kirchenprovinz) sous le primat métropolitain de Breslau.

Armoiries du Archidiocèse.

À l'issue de la Seconde Guerre mondiale, l'archidiocèse de Breslau et toute la partie orientale du diocèse de Berlin, situés à l'Est de la ligne Oder-Neisse passent sous contrôle polonais. Refusant cette partition de fait, le Saint-Siège s'oppose à l'érection de nouveaux diocèses sur ces territoires devenus polonais, se contentant d'y nommer un administrateur apostolique. Ce n'est que le 27 juin 1972, pour tenir compte des évolutions liées à l'ostpolitik et à la signature de traité de Varsovie qui fige les frontières issues de la guerre, que Paul VI, par la constitution apostolique Vratislaviensis - Berolinensis et aliarium, redéfinit l'organisation des juridictions ecclésiales de part et d'autre de la frontière et redéfinit le diocèse de Berlin comme une juridiction exempte, avec territoire exclusivement en Allemagne.
Après la chute de mur de Berlin et la réunification allemande, le diocèse de Berlin est élevé au rang d'archdiocèse métropolitain le 27 juin 1994, avec pour suffragants les diocèses de Görlitz et de Dresde-Meissen.

## Territoire
L'archidiocèse de Berlin couvre le land de Berlin et la majeure part du land de Brandebourg (en dehors de la Basse-Lusace) ainsi que la Poméranie antérieure (partie du land de Mecklembourg-Poméranie Antérieure).

## Suffragants et province ecclésiastique
Siège métropolitain, l'archidiocèse de Berlin a pour suffragants les diocèses de Dresde-Meissen et de Görlitz. L'ensemble forme la province ecclésiastique de Berlin.

## Cathédrale et basiliques
La cathédrale Sainte-Edwige de Berlin (en allemand : Kathedral-Basilika St. Hedwig) est la cathédrale de l'archidiocèse. Elle a été élevée au rang de basilique mineure par décret du 27 octobre 1927.
La basilique Notre-Dame-du-Rosaire de Berlin (Basilika Unserer Lieben Frau vom Rosenkranz) est l'autre basilique mineure de l'archidiocèse.